# Halton Hills
Halton Hills est une ville (town) de la province de l'Ontario, au Canada.

## Démographie
| 2001   | 2006   | 2011   | 2016   |
| ------ | ------ | ------ | ------ |
| 48 184 | 55 289 | 59 013 | 61 161 |